# Anisopappus abercornensis
Anisopappus abercornensis là một loài thực vật có hoa trong họ Cúc. Loài này được G.Taylor mô tả khoa học đầu tiên năm 1933.